# Condado de Lamar (Alabama)
El condado de Lamar es un condado de Alabama, Estados Unidos. Tiene una superficie de 1569 km² y una población de 15 904 habitantes (según el censo de 2000). La sede de condado es Vernon.

## Historia
El Condado de Lamar se fundó el 1877.

## Geografía
Según la Oficina del Censo de los Estados Unidos el condado tiene un área total de 1569 km², de los cuales 1567 km² son de tierra y 2 km² de agua (0,13%).

### Principales autopistas
- U.S. Highway 278
- State Route 17
- State Route 18
- State Route 96

### Condados adyacentes
- Condado de Marion (norte)
- Condado de Fayette (este)
- Condado de Pickens (sur)
- Condado de Lowndes (Misisipi) (suroeste)
- Condado de Monroe (Misisipi) (oeste)

### Ciudades y pueblos
- Beaverton
- Detroit
- Kennedy
- Millport
- Sulligent
- Vernon

## Demografía
| Población histórica Año Población ±% 1900 16 084 — 1910 17 487 +8.7 % 1920 18 149 +3.8 % 1930 18 001 −0.8 % 1940 19 708 +9.5 % 1950 16 441 −16.6 % 1960 14 271 −13.2 % 1970 14 335 +0.4 % 1980 16 453 +14.8 % 1990 15 715 −4.5 % 2000 15 904 +1.2 % |           |         |
| Población histórica |           |         |
| Año | Población | ±%      |
| 1900 | 16 084    | —       |
| 1910 | 17 487    | +8.7 %  |
| 1920 | 18 149    | +3.8 %  |
| 1930 | 18 001    | −0.8 %  |
| 1940 | 19 708    | +9.5 %  |
| 1950 | 16 441    | −16.6 % |
| 1960 | 14 271    | −13.2 % |
| 1970 | 14 335    | +0.4 %  |
| 1980 | 16 453    | +14.8 % |
| 1990 | 15 715    | −4.5 %  |
| 2000 | 15 904    | +1.2 %  |